# 6879 Hyogo
6879 Hyogo (1994 TC15) là một tiểu hành tinh vành đai chính được phát hiện ngày 14 tháng 10 năm 1994 by Kazuyoshi Itō ở Sengamine.